# Andreas Schillack (Widerstandskämpfer, 1907)
Andreas Schillack (* 30. November 1907 in Gelsenkirchen; † 20. Oktober 1944 in der JVA München-Stadelheim) war ein deutscher Bergmann. Er wurde als Unterstützer Franz Zielaskos als Opfer der NS-Justiz  in München-Stadelheim hingerichtet.

## Leben und Wirken

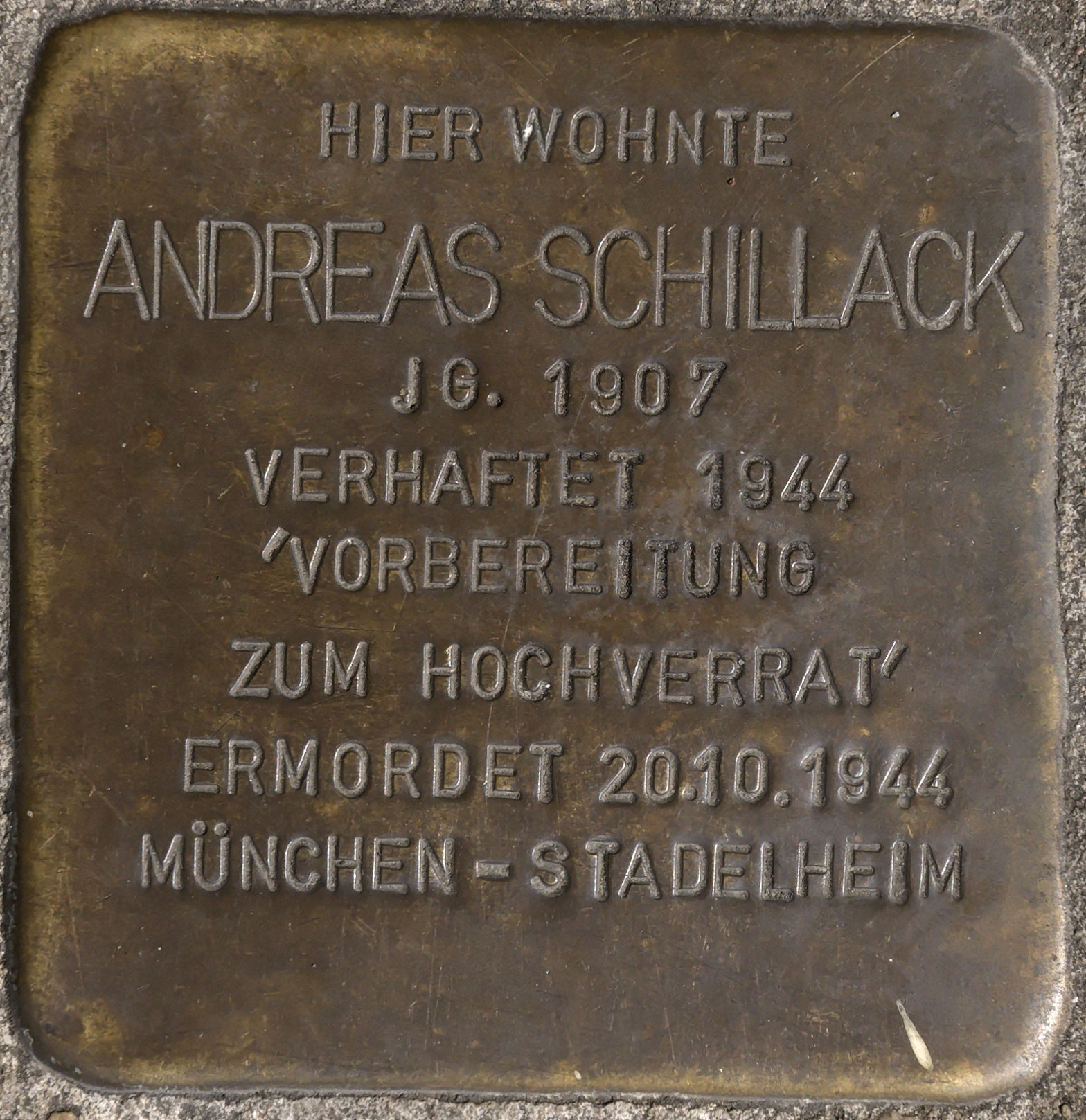
Stolperstein für Andreas Schillack

Andreas Schillack wohnte in Gelsenkirchen, in der Essener Straße 71, und arbeitete im Steinkohlebergbau. Nachdem Franz Zielasko 1943 im Ruhrgebiet ein Netzwerk aufzubauen und Widerstand gegen die Nazis zu organisieren versuchte, soll Schillack wie auch sein namensgleicher Onkel Andreas Schillack sen. zu dessen Unterstützern gezählt haben. Im August flogen Zielasko und seine Gruppe auf, diese wurde von der Gestapo zerschlagen. Eine Verhaftungswelle in mehreren Städten des Ruhrgebiets, die Zahlen schwanken zwischen 44 beziehungsweise 56 Verhafteten, war die Folge.
Während Zielasko von der Gestapo unter Folter ermordet wurde, wurden die weiteren Widerständler, Unterstützer und Verdächtigen vor Gericht gestellt. Andreas Schillack jun. wurde im Gerichtsverfahren vor dem Volksgerichtshof wegen „Hochverrat und Feindbegünstigung“ am 21. Juni 1944 zum Tode verurteilt. Schillack wurde beispielsweise vorgeworfen, Franz Zielasko mit Brotmarken für 600 Gramm, einer Dose Schuhcreme und einer Tube Zahnpasta unterstützt zu haben. Am 20. Oktober 1944 wurde er mit seinem Onkel und mit weiteren Mitangeklagten der Gruppe Zielasko wie Friedrich Struckmeier, Gerhard Possner und Erich Porsch in der Hinrichtungsstätte München-Stadelheim mit dem Fallbeil hingerichtet.

## Ehrungen
Im August 2011 wurde vor Schillacks letztem Wohnhaus in der Essener Straße 71 ihm zum Gedenken ein Stolperstein verlegt.